# Blair Kinghorn
Blair Simon Kinghorn (18. ledna 1997, Edinburgh) je skotský ragbista, který může hrát jako zadák, útoková spojka a křídlo. 
Od prosince 2023 je součástí klubu Toulouse. Dvakrát se stal vítězem francouzské ligy (2024, 2025) a v roce 2024 zvítězil i v Evropském poháru mistrů. Jako hráč Edinburghu se dostal v sezonách 2017/18 a 2019/20 do nejlepší sestavy roku ligy PRO14.
Za Skotsko si premiéru odbyl v roce 2018. V zápase Six Nations 2019 proti Itálii položil 3 pětky a stal se od roku 1989 prvním Skotem, co položil aspoň tři pětky v zápase tohoto turnaje. Zúčastnil se MS 2019 a MS 2023. Byl součástí Britských a Irských lvů v roce 2025.